# Bloomville (New York)
Bloomville est une census-designated place du comté de Delaware, dans l'État de New York, aux États-Unis,. En 2020, elle compte une population de 173 habitants.